# ブラッドベリ (曲)
「ブラッドベリ」（英語: Bradbury）は、 てにをはの楽曲。

## 概要
2019年8月23日にYouTubeとニコニコ動画に投稿された、VOCALOIDのv_flowerを使用した楽曲。先行して、てにをは歌唱版がアルバム「龍の蛻に棲む」で公開され、その後、flower版とセルフカバー版が同日投稿された。
通しで流れる電子的な音色のビートが特徴的な楽曲で、てにをはの作風である韻を踏んだ表現や歌詞の言葉遊びなどが聴き取れる。例えば、「Take a look ×3」「ってかLook at me now」と脚韻を踏んでいる。歌詞にちりばめられた語彙によって、制作の題材としたアメリカの小説家レイ・ブラッドベリの短編集のような独特の世界観が作られている。
YouTubeで12月11日までに10万回再生され、2020年12月26日に各種音楽ストリーミング・サービスにおいて配信された。

## 収録内容
| #         | タイトル         | 作詞・作曲・編曲 | 時間 |
| --------- | ---------------- | ---------------- | ---- |
| 1.        | 「ブラッドベリ」 | てにをは         | 3:38 |
| 合計時間: | 合計時間:        | 合計時間:        | 3:38 |

## 映像作品
ミュージック・ビデオのイラストはtaracodが手掛けている。工場街に佇む白髪の少年の隣に1羽のコンゴウインコ、その周りを5羽のベニコンゴウインコが飛んでいる構図のイラストが主に用いられている。歌詞に合わせて、夕から夜、そして朝に移り変わる様子が表現されている。また、間奏にアルバム「霊々はくしょDX」のジャケットに描かれていた「霊々ちゃん」に酷似したキャラクターが登場する。